# Marcel Reich-Ranicki
Marcel Reich-Ranicki, född Marceli Reich 2 juni 1920 i Włocławek i Polen, död 18 september 2013 i Frankfurt am Main i Tyskland, var en tysk publicist och litteraturkritiker.

## Biografi
Reich-Ranicki växte upp i en judisk, tysk-polsk medelklassfamilj. Modern var tyska och kände sig främmande i Polen och längtade tillbaka till Berlin. Fadern ägde en fabrik för byggmaterial men gjorde konkurs 1928. Sonen skickades till släktingar i Berlin för att utbilda sig. Han bodde i stadsdelarna Charlottenburg och Schöneberg. I egenskap av jude utestängdes han från nazistiska skolsamlingar, skolutflykter och sportfester. Istället förkovrade han sig i den tyska litteraturens klassiker, besökte teatrar och konserter. 1938 tog han studenten men förbjöds av myndigheterna att skriva in sig vid Friedrich-Wilhelms-Universität Berlin på grund av sin judiska tillhörighet. Senare samma år utvisades han till Polen och bosatte sig i Warszawa. 
1940 tvingades han flytta till det judiska gettot i Warszawa. Han arbetade på gettots tidning och verkade som översättare. Han var även verksam i det underjordiska arkivet i gettot. I gettot lärde han känna Teofila Langnas (1920–2011), som han gifte sig med 1942. Han lyckades fly tillsammans med henne från gettot strax innan de skulle deporteras genom att muta en vakt. Därefter gömde de sig hos en familj Gawein. Reich-Ranickis föräldrar David Reich och Helene Reich mördades i Treblinka. Brodern Alexander Herbert Reich sköts 1943 i krigsfånge- och arbetslägret Poniatowa.
Efter kriget arbetade Reich-Ranicki för den polska underrättelsetjänsten och var stationerad vid den polska ambassaden i London.

## Verksamhet
Marcel Reich-Ranicki valde i samband med en studieresa 1958 att lämna Polen och stanna i Västtyskland och Frankfurt am Main. Han började arbeta som litteraturkritiker för Frankfurter Allgemeine Zeitung och från 1960 för Die Zeit i Hamburg. 1973 återvände han till FAZ som chef för litteraturredaktionen. 1988 började han leda TV-programmet Das Literarische Quartett ["Den litterära kvartetten"] i ZDF, vilket gjorde honom mer allmänt känd. Han anses ha varit sin tids mest inflytelserika, tyskspråkiga litteraturkritiker.
1968-1969 var Reich-Ranicki lärare vid amerikanska universitet och 1971-1975 var han gästprofessor i Stockholm och Uppsala. År 2006 utnämndes han till hedersdoktor vid Freie Universität Berlin.

## Fotnoter
1. 1 2  Encyclopædia Britannica, Encyclopædia Britannica Online-ID: biography/Marcel-Reich-Ranickitopic/Britannica-Online, läst: 9 oktober 2017.[källa från Wikidata]
2. 1 2  SNAC, SNAC Ark-ID: w65k1krh, läs online, läst: 9 oktober 2017.[källa från Wikidata]
3. 1 2  Discogs, Discogs artist-ID: 627674, läst: 9 oktober 2017.[källa från Wikidata]
4. ↑  Gemeinsame Normdatei, läst: 10 december 2014.[källa från Wikidata]
5. ↑  Gemeinsame Normdatei, läst: 30 december 2014.[källa från Wikidata]
6. ↑  läs online, www.stmwi.bayern.de  , läst: 28 april 2019.[källa från Wikidata]
7. ↑  läs online, www.focus.de  .[källa från Wikidata]
8. ↑  läs online, www.cicero-rednerpreis.de , läst: 28 april 2019.[källa från Wikidata]
9. ↑  läs online, www.hoelderlin-gesellschaft.de , läst: 11 oktober 2021.[källa från Wikidata]
10. ↑  läs online, www.hu-berlin.de , läst: 28 februari 2017.[källa från Wikidata]
11. ↑  Reich-Ranicki schimpft auf deutsches Fernsehen (på tyska), Die Welt, 11 oktober 2008, läs online, läst: 10 augusti 2016.[källa från Wikidata]
12. ↑  läs online, www.mendelssohn-stiftung.de , läst: 22 november 2018.[källa från Wikidata]
13. 1 2  ”Marcel Reich-Ranicki död”. Dagens Nyheter. http://www.dn.se/dnbok/marcel-reich-ranicki-dod/.
14. ↑  ”Teofila Reich-Ranicki ist tot” (på tyska). Hessischer Rundfunk. 29 april 2011. Arkiverad från originalet den 1 maj 2011. https://archive.is/20110501073253/http://www.hr-online.de/website/rubriken/kultur/index.jsp?rubrik=5982&key=standard_document_41399025. Läst 29 april 2011.
15. ↑  ”Persönlichkeiten”. Freie Universität Berlin. http://www.fu-berlin.de/universitaet/leitbegriffe/persoenlichkeiten/. Läst 11 november 2013.